# Округ Џеферсон (Кентаки)
Округ Џеферсон (енгл. Jefferson County) је округ у америчкој савезној држави Кентаки.

## Демографија
По попису из 2010. године број становника је 741.096, што је 47.492 (6,8%) становника више него 2000. године.
| Група             | 2000.           | 2010.           |
| Белци             | 530.056 (76,4%) | 522.561 (70,5%) |
| Афроамериканци    | 130.928 (18,9%) | 154.246 (20,8%) |
| Азијати           | 9.640 (1,4%)    | 16.338 (2,2%)   |
| Хиспаноамериканци | 12.370 (1,8%)   | 32.542 (4,4%)   |
| Укупно            | 693.604         | 741.096         |